# 贝克尔·本·拉登
贝克尔·本·穆罕默德·本·阿瓦德·本·拉登（阿拉伯语：‎，1946年—），沙特阿拉伯亿万富豪，现为沙特本拉登集团的董事长。

## 生平
出生于麦加，是沙特本拉登集团创始人穆罕默德·本·拉登的儿子。他也是奥萨马·本·拉登的同父异母的哥哥。1979年，进入美国佛罗里达州的迈阿密大学学习。
1988年，贝克尔在兄长萨利姆空难身亡后，继任沙特本拉登集团董事长。现今贝克尔持有该集团23.58%的股份。
2017年11月4日，沙特政府以腐败的罪名逮捕贝克尔，此次大规模反腐行动是由穆罕默德·本·萨勒曼王储主导的。